# 새프런 헨더슨
새프런 헨더슨(Saffron Henderson, 1965년 9월 25일 ~ )은 캐나다의 가수, 성우이다.
밴쿠버에서 태어났다.

## 영화
- 금색의 갓슈벨!! (2003년) - 영어 더빙 역
- 영화 이누야샤: 거울 속의 몽환성 (2002년)
- 영화 이누야샤: 시대를 넘어선 마음 (2001년)
- 이누야샤 (2000년)
- 브레인 파워드 (1998년)
- 드래곤 볼 Z (1989년)
- 13일의 금요일 8 - 맨하탄에 나타난 제이슨 (1989년)
- 밀애 (1989년)
- 플라이 2 (1989년) - 베로니카 역
- 21 점프 스트리트 (1987년)
- 와이즈가이 (1987년)